# Babété
Babété est un village du Cameroun, chef-lieu de groupement et chefferie de 2e degré de la commune de Mbouda, situé dans le département des Bamboutos et la région de l'Ouest.

## Géographie
La chefferie est située à l'ouest de la route nationale 6 (axe Mbouda-Bafoussam) à 8 km au sud du chef-lieu communal Mbouda. L'aire du groupement s'étend de l'est au sud de la zone urbaine de Mbouda et sur la rive gauche au nord de la rivière Manondjong. 

## Histoire
Le royaume Babété est un des six villages issus du partage du royaume Nda'a entre les fils roi Mbougong. Le 22e roi de la dynastie Babété Patrice Joël Sop Goumbo Sumo, est intronisé le 1er décembre 2018.

## Chefferie traditionnelle
La chefferie de Babété est reconnue comme l'une des huit chefferies traditionnelles de 2e degré de l'arrondissement de Mbouda par l'administration  camerounaise.

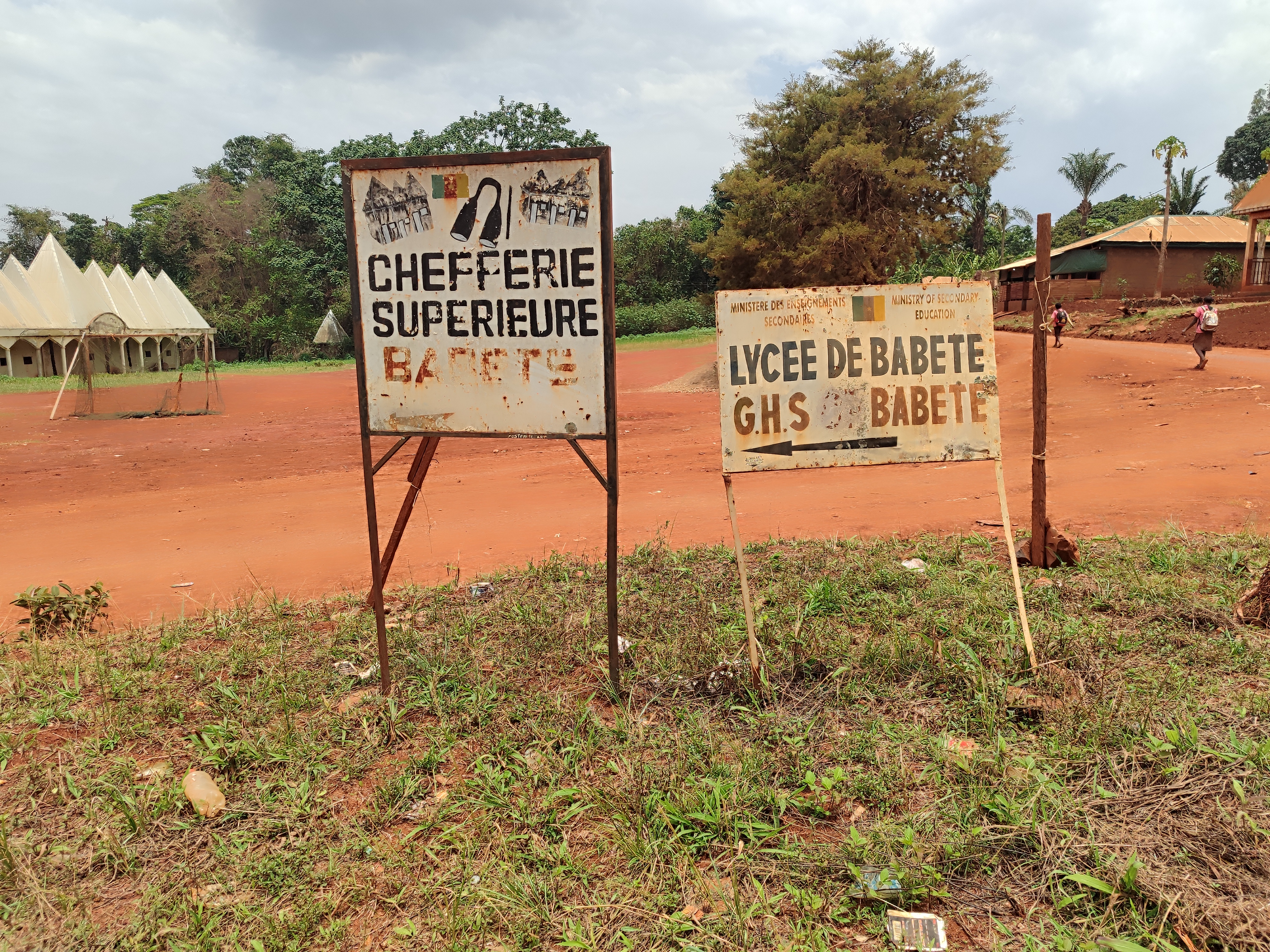
Panneau de la chefferie Babété

## Villages
Le groupement de Babété est constitué de 17 villages : Bagombo (1, 2 et 3), Bakanssong, Bankassang, Bamatha, Bantané, Bassonkeng, Fiela, Latet (1 et 2), Mission catholique, Nénéghou, Nzenepa.

## Population et société
Lors du recensement de 2005 (3e RGPH), on y a dénombré 12 162 habitants.

## Cultes
Le monastère catholique Saint Benoît de Babété fondé à Sarnen en Suisse en 1961 et transféré à Babété en 1967 par les sœurs moniales de l'Ordre de Saint-Benoît, relève du diocèse de Bafoussam.